# Acalypha katharinae
Acalypha katharinae é uma espécie de flor do gênero Acalypha, pertencente à família Euphorbiaceae.